# Boskops
Die Boskops ist eine hannoversche Hardcore-Punk-Band. Neben Blut + Eisen und Daily Terror zählen sie zu den wichtigsten Deutschpunk-Bands dieser Region und hatten auch bundesweit bedeutenden Einfluss in der Szene.

## Bandgeschichte
Die Band wurde 1981 gegründet. Die meisten Mitglieder kannten sich bereits aus der hannoverschen Punkband Blitzkrieg. 1983 nahmen sie die erste LP SOL 12 auf. Die Brutalität und Schnelligkeit ihrer Songs machte Boskops recht bekannt im Punk-Underground. Im gleichen Line-Up entstand die Lauschgift-LP, die deutlich langsamer ausfiel. Die Beteiligung am We Don’t Need Nuclear Force- und am Hardcore Vol.1-Sampler machte Boskops auch international bekannt. 1988 erschien F.E.D.I.A. zunächst nur als Eigenproduktion. Deutliche Metal-Einflüsse waren zu hören. Nach einigen Umbesetzungen und einer kurzen Auflösung gründete sich die Band 1989 mit Hein Heilig am Schlagzeug wieder, der jedoch bereits 1990 von Percy ersetzt wurde.
1990 beteiligen sich Boskops am ersten Schlachtrufe BRD-Sampler. 1991 erschien das letzte Album Non Plus Ultra. Ende der 1990er Jahre löste sich die Band auf. A.M. Music veröffentlichten in den 1990er Jahren alle Alben jeweils im Doppelpack auf einer CD. Aufnahmen aus der nie fertiggestellten fünften LP erschienen 2000 auf dem dritten BRD-Punk-Terror-Sampler bei Nasty Vinyl.
Im Juli 2012 fand sich die Band nach langer Pause zu einem Konzert zusammen, das eigentlich als einmaliger Auftritt gedacht war. Die positive Publikumsresonanz ermutigte die Boskops dazu, seitdem wieder einige Gigs zu spielen, 2013 in der Besetzung Willy (Gesang), Tilo (Schlagzeug), Ralle (Gitarre), Wixer (Gitarre), Thorsten (Bass).

## Diskografie

### Alben
- Sol 12 (1983)
- Sol 12 (re-release auf Farewell Records 2010)
- Lauschgift (1985 auf Mülleimer)
- Lauschgift (re-release auf Farewell Records 2012)
- F.E.D.I.A. (1988)
- Non plus Ultra (1991)

### Samplerbeiträge
- Keine Experimente (LP, 1983)
- P.E.A.C.E. (2LP, 1984)
- Babylon bleibt Fahren (LP, 1985)
- We Don’t Need Nuclear Force (LP + 7")
- Hardcore Vol. 1 (LP, 1988)
- Das waren noch Zeiten (LP)
- Schlachtrufe BRD (LP, 1990, Snake)
- Grüße aus Hannover (CD, 1994)
- Die deutsche Punkinvasion (LP, 1993)
- BRD Punk Terror 3 (CD, 2000)
- Kampftrinker Stimmungshits (LP 1990)